# Крапилівка
Крапилівка, Карпилівка — річка в Україні, у Гощанському районі Рівненської області. Права притока Рудки (басейн Дніпра).

## Опис
Довжина річки приблизно 9 км.

## Розташування
Бере початок у північно-східній частині села Синів. Тече переважно на північний захід через Витків, Красносілля, Чудницю і впадає у річку Рудку, праву притоку Горині.
Річку перетинає автошлях Р77
Притоки: Озерце (права).